# Bjeloperica
Bjeloperica (en serbe cyrillique : Бјелоперица) est un village de Serbie situé dans la municipalité de Kosjerić, district de Zlatibor. Au recensement de 2011, il comptait 265 habitants.

## Démographie
| 1948 | 1953 | 1961 | 1971 | 1981 | 1991 | 2002 | 2011 |
| ---- | ---- | ---- | ---- | ---- | ---- | ---- | ---- |
| 553  | 581  | 538  | 508  | 441  | 385  | 314  | 265  |

|  |